# Staufreies Hessen 2015

Logo des Projekts

Das Projekt Staufreies Hessen 2015 war eine mittelfristig angelegte Strategie der Stauvermeidung des Bundeslandes Hessen. Es handelte sich um die Kombination unterschiedlicher Verkehrsmanagementsysteme.

## Ziele
Die hessische Landesregierung hatte sich zum Ziel gesetzt, Hessen bis zum Jahr 2015 staufrei zu machen. Aufgrund des erwarteten hohen Wachstums des Kfz-Verkehrs war es nicht mehr ausreichend, Autobahnen zu vergrößern.

## Maßnahmen

### Baustellenmanagementsystem (BMS)
Das Land Hessen implementierte im September 2003 als erstes Bundesland ein Baustellenmanagementsystem, das in mehreren Schritten ausgebaut wird.
In der ersten Ausbaustufe des BMS werden alle auf Autobahnen vorgesehenen Baustellen elektronisch erfasst. Die Tagesbaustellen werden einer verkehrlichen Bewertung unterzogen. Hierzu werden die Auswirkungen auf den Straßenverkehr abgeschätzt. Die so ermittelten voraussichtlichen Staustunden werden durch eine zeitliche Optimierung der Baumaßnahmen minimiert. Dies erfolgt manuell oder mit im System hinterlegten Regeln (z. B. „keine Tagesbaustellen im Rhein-Main-Gebiet während der IAA“).
Teil des BMS ist auch eine automatische Koordinierung der verwaltungsinternen Abstimmungsprozesse zur Beschleunigung der Maßnahmen.
In den weiteren Ausbaustufen ist die Bewertung von Dauerbaustellen sowie die Bewertung der Baumaßnahmen im Netzzusammenhang vorgesehen.

### DIANA
Kern des Projektes ist die Einführung des Verkehrsinformationssystems „Dynamic Information And Navigation Assistance“ (DIANA). Hierbei sollen durch mobil erhobene Verkehrsdaten (Floating Car Data) verbesserte Verkehrsinformationen bereitgestellt werden.
Zum Projektstart 2005 wurden 100 Fahrzeuge mit DIANA ausgestattet. Das permanente Übersenden von zeitnahen Daten direkt aus den DIANA-Fahrzeugen an die hessische Verkehrszentrale über die Verkehrssituation auf der Strecke, die das Fahrzeug zurücklegt, ermöglicht eine schnellere und exaktere Erfassung der aktuellen Verkehrslage. Die so ermittelten Daten ergänzen die Verkehrslageerfassung auf Autobahnen in Hessen an ortsfesten Messquerschnitten mit Hilfe von Induktionsschleifen oder Radarsensoren.
Diese Informationen werden verarbeitet und für die Erstellung einer dynamischen Zielführung genutzt. Die DIANA-Teilnehmer werden so beispielsweise rechtzeitig vor Staus auf ihrer Strecke gewarnt und bekommen eine Alternativroute angeboten.

### Dynamische Wegweiser mit integrierten Stauinformationen (DWiSta)
Wesentlich für die Stauvermeidung ist der Einsatz von Verkehrsbeeinflussungsanlagen, d. h. die dynamische Steuerung des Kraftfahrzeugverkehrs je nach aktueller Verkehrslage.
Während bisher überwiegend substitutive Wechselwegweiser mit mechanischen Drehprismen zum Einsatz kamen, sollen künftig dynamische Wegweiser mit integrierten Stauinformationen (DWiSta) mit moderner LED-Technik zum Einsatz kommen.
Solche Anlagen wurden bereits auf der A66 sowie der A3 eingesetzt. Das Besondere an diesen Anlagen ist, dass durch die Angabe der Staugründe sowie der (verlängerten) Reisezeiten eine höhere Akzeptanz der Verkehrsbeeinflussungsanlage erreicht werden kann.

### Temporäre Freigabe des Seitenstreifens
Seit der Änderung der Straßenverkehrsordnung am 1. Januar 2002 ist die temporäre Freigabe des Seitenstreifens möglich. Dieses Instrument wird in Hessen bereits auf 68 km Strecke (Stand April 2010) genutzt. Nach den Hessischen Sommerferien 2010 wurden weitere 12 km (A5 südlich von Darmstadt) freigegeben. Weitere Strecken sind in Vorbereitung.
Zur Sicherheit erfolgt eine Videoüberwachung, um die Freigabe des Seitenstreifens aufzuheben, wenn Kraftfahrzeuge liegen bleiben. Die Zahl der Unfälle ist durch dieses Verfahren sogar gesunken, da der verbesserte Verkehrsfluss die Zahl von Risikosituationen vermindert.
Die Kapazität der Autobahnen konnte durch die Freigabe des Seitenstreifens um ca. 25 % (bei drei regulären Fahrstreifen) gesteigert werden.

## Aktivitäten anderer Bundesländer
Auch in anderen Bundesländern wurden ähnliche Initiativen gestartet. Hierzu gehört u. a. der Aufbau von Verkehrsinformationssystemen.
- Das Projekt BAYERNINFO realisierte den Aufbau eines überregionalen Verkehrsinformationssystems. Dort erfolgt eine dynamische Verkehrsanalyse und -prognose sowie die Erstellung aktueller Verkehrslageberichte und Fahrplanauskünfte für Bayern. In Verbindung mit dem Ausbau der elektronischen Fahrplanauskunft EFA zu einem bayernweiten aktuellen Auskunftssystem für den öffentlichen Verkehr, der Realisierung des Internetauftritts „Bayernnetz für Radler“ mit ca. 100 Radwegen (Netzlänge ca. 7.300 km), wurde ein verkehrsmittelübergreifendes Informationssystem geschaffen.
- In Nordrhein-Westfalen startete die Landesregierung im Rahmen einer „Offensive gegen den Stau in NRW“ einen umfangreichen Maßnahmenkatalog. Daneben wird der „Ruhrpilot“ als regionale Verkehrsmanagementplattform im Rahmen eines PPP-Modells realisiert.